# 28.ª edición de los Premios Óscar
La 28.ª edición de los Premios Óscar se celebró el 21 de marzo de 1956 en el RKO Pantages Theatre de Hollywood. 
Marty fue la triunfadora de esta edición al llevarse 4 estatuillas incluyendo la categoría principal, marcando un hito en ese año por ser una película de bajo presupuesto en ganar el premio a la Mejor película (característica que no tiene la mayoría de las producciones ganadoras), también es la película de menor duración en ganar dicho premio hasta la fecha (dura 90 minutos aproximadamente); por su parte su realizador Delbert Mann se convirtió en el primer director debutante en ganar la estatuilla a la mejor dirección por su ópera prima y finalmente es la segunda película en la historia en ganar el Óscar a la mejor película y la Palma de Oro del Festival de Cannes, desde Días sin huella  quien logró por primera vez dicha hazaña en 1945, este hecho no volvería a repetirse por varias décadas hasta que la cinta surcoreana Parásitos lograría ganar ambos premios prestigiosos en 2019.

## Ganadores y nominados

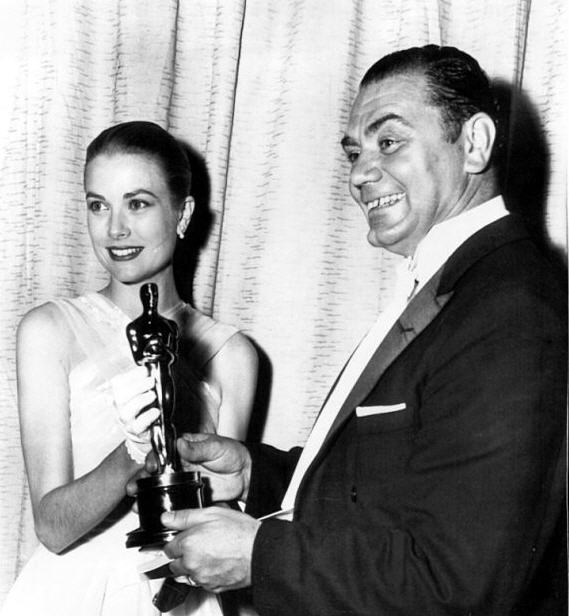
Ernest Borgnine obtuvo el Óscar como mejor actor por Marty.

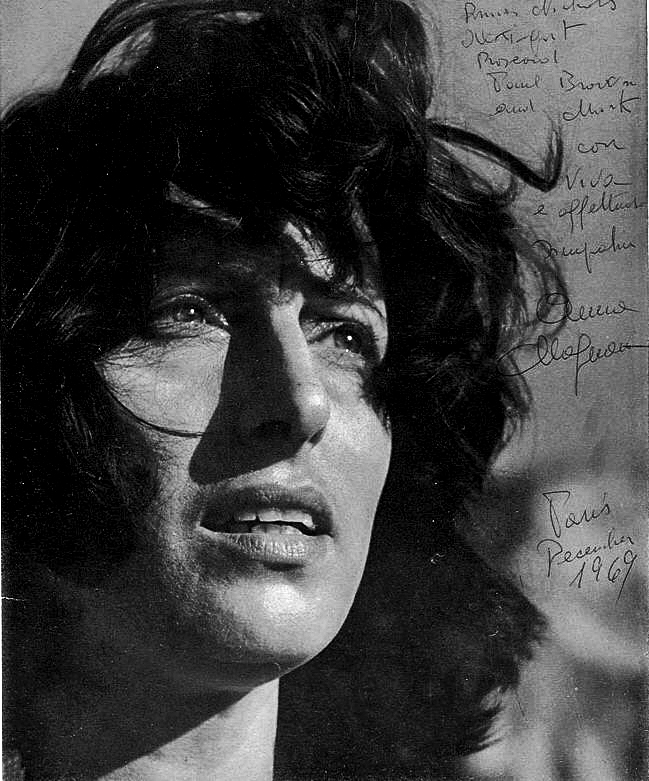
Anna Magnani obtuvo el Óscar a la mejor actriz por La rosa tatuada.

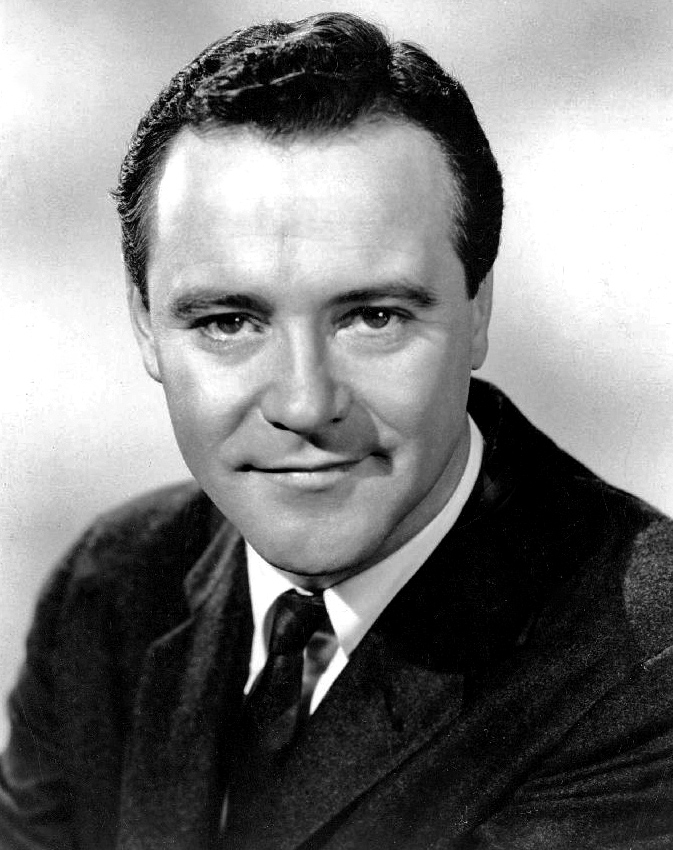
Jack Lemmon obtuvo el Óscar al mejor actor de reparto por Mister Roberts.

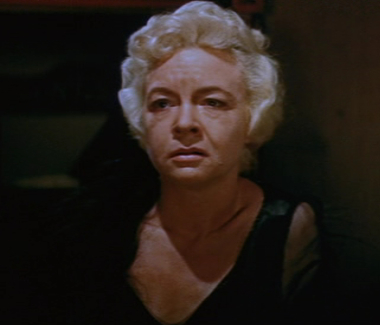
Jo Van Fleet obtuvo el Óscar a la mejor actriz de reparto por East of Eden.

Indica el ganador dentro de cada categoría.
| Mejor película Presentado por: Audrey Hepburn Marty — Harold Hecht, productor - Picnic — Fred Kohlmar, productor - Love Is a Many-Splendored Thing (La colina del adiós) — Buddy Adler, productor - Mister Roberts (Escala en Hawai) — Leland Hayward, productor - The Rose Tattoo (La rosa tatuada) — Hal B. Wallis, productor | Mejor dirección Presentado por: Jennifer Jones Delbert Mann — Marty - Elia Kazan — East of Eden (Al este del Edén) - David Lean — Summertime (Locuras de verano) - Joshua Logan — Picnic - John Sturges — Bad Day at Black Rock (Conspiración de silencio) |
| Mejor actor Presentado por: Grace Kelly Ernest Borgnine — Marty - James Cagney — Love Me or Leave Me (Quiéreme o déjame) - James Dean — East of Eden (Al este del Edén) - Frank Sinatra — The Man With the Golden Arm (El hombre del brazo de oro) - Spencer Tracy — Bad Day at Black Rock (Conspiración de silencio) | Mejor actriz Presentado por: Marlon Brando Anunciado por: Jerry Lewis Anna Magnani — The Rose Tattoo (La rosa tatuada) - Susan Hayward — I'll Cry Tomorrow (Mañana lloraré) - Katharine Hepburn — Summertime (Locuras de verano) - Jennifer Jones — Love Is a Many-Splendored Thing (La colina del adiós) - Eleanor Parker — Interrupted Melody (Melodía interrumpida) |
| Mejor actor de reparto Presentado por: Eva Marie Saint Jack Lemmon — Mister Roberts (Escala en Hawai) - Arthur Kennedy — Trial (La furia de los justos) - Joe Mantell — Marty - Sal Mineo — Rebel Without a Cause (Rebelde sin causa) - Arthur O'Connell — Picnic | Mejor actriz de reparto Presentado por: Edmond O'Brien Jo Van Fleet — East of Eden (Al este del Edén) - Betsy Blair — Marty - Peggy Lee — Pete Kelly's Blues (Los blues de Pete Kelly) - Marisa Pavan — The Rose Tattoo (La rosa tatuada) - Natalie Wood — Rebel Without a Cause (Rebelde sin causa) |
| Mejor argumento Presentado por: Joe Mantell Love Me or Leave Me (Quiéreme o déjame) — Daniel Fuch - Strategic Air Command (Acorazados del aire) — Beirne Lay, Jr. - Le mouton à cinq pattes (La oveja tiene cinco patas) — Jean Marsan, Henry Troyat, Jacques Perret, Henry Verneuil y Raoul Ploquin - The Private War of Major Benson (La guerra privada del Mayor Benson) — Joe Connelly y Bob Mosher - Rebel Without a Cause (Rebelde sin causa) — Nicholas Ray | Mejor argumento y guion Presentado por: Ernest Borgnine Interrupted Melody (Melodía interrumpida) — William Ludwig y Sonya Levien - The Seven Little Foys (Mis siete hijos) — Melville Shavelson y Jack Rose - The Court-Martial of Billy Mitchell (El proceso de Billy Mitchell) — Milton Sperling y Emmet Lavery - It's Always Fair Weather (Siempre hace buen tiempo) — Betty Comden y Adolph Green - Les vacances de M. Hulot (Las vacaciones del señor Hulot) — Jacques Tati y Henry Marquet |
| Mejor guion Presentado por: Anna Magnani Anunciado por: Jerry Lewis Marty — Paddy Chayefsky - East of Eden (Al este del Edén) — Paul Osborn - Bad Day at Black Rock (Conspiración de silencio) — Millard Kaufman - Love Me or Leave Me (Quiéreme o déjame) — Daniel Fuch e Isobel Lennart - The Blackboard Jungle (Semilla de maldad) — Richard Brooks | Mejor cortometraje animado Presentado por: Marisa Pavan y Jo Van Fleet Speedy Gonzales - Edward Selzer - Good Will to Men - Fred Quimby, Hanna Barbera Producers - The Legend of Rockabye Point - Walter Lantz - No Hunting - Walt Disney |
| Mejor cortometraje - Un rollo Presentado por: Marisa Pavan y Jo Van Fleet Survival City - Edmund Reek - 3rd Ave. El - Carson Davidson - Gadgets Galore - Robert Youngson - Three Kisses - Justin Herman | Mejor cortometraje - Dos rollos Presentado por: Marisa Pavan y Jo Van Fleet The Face of Lincoln - Wilbur T. Blume - The Battle of Gettysburg - Dore Schary - On The Twelfth Day - George K. Arthur - Switzerland - Walt Disney - 24-Hour Alert - Cedric Francis |
| Mejor documental largo Presentado por: Eleanor Parker Helen Keller in Her Story - Nancy Hamilton - Heartbreak Ridge - Rene Risacher | Mejor documental corto Presentado por: Eleanor Parker Men Against the Arctic – Walt Disney - The Battle of Gettysburg - Dore Schary - The Face of Lincoln - Wilbur T. Blume |
| Mejor banda sonora de una película dramática o comedia Presentado por: Frank Sinatra Love Is a Many-Splendored Thing (La colina del adiós) - Alfred Newman - Battle Cry (Más allá de las lágrimas) – Max Steiner - The Rose Tattoo (La rosa tatuada) – Alex North - Picnic – George Duning - The Man With the Golden Arm (El hombre del brazo de oro) – Elmer Bernstein | Mejor orquestación de una película musical Presentado por: Frank Sinatra ¡Oklahoma! - R.R. Bennett, Jay Blackton y Adolph Deutsch - Love Me or Leave Me (Quiéreme o déjame) – Percy Faith y George Stoll - Guys and Dolls (Ellos y ellas) – Jay Blackton y Cyril Mockridge - Daddy Long Legs (Papá piernas largas) – Alfred Newman - It's Always Fair Weather (Siempre hace buen tiempo) – André Previn |
| Mejor canción original Presentado por: Maurice Chevalier «Love Is a Many-Spendored Thing» de Love Is a Many-Splendored Thing (La colina del adiós); compuesta por Sammy Fain y Paul Francis Webster - «I'll Never Stop Loving You» de Love Me or Leave Me (Quiéreme o déjame); compuesta por Nicholas Brodszky y Sammy Cahn - «Something's Gotta Give» de Daddy Long Legs (Papá piernas largas); compuesta por Johnny Mercer - «(Love Is) The Tender Trap» de The Tender Trap (El solterón y el amor); compuesta por James Van Heusen y Sammy Cahn - «Unchained Melody» de Unchained (Sin cadenas); compuesta por Alex North y Hy Zaret | Mejor sonido Presentado por: Sal Mineo ¡Oklahoma! — Fred Hynes y el departamento de sonido de Todd-AO - Love Me or Leave Me (Quiéreme o déjame) — Wesley Miller y el departamento de sonido de los estudios Metro-Goldwyn-Mayer - Love Is a Many-Splendored Thing (La colina del adiós) — Carl Faulkner y el departamento de sonido de los estudios 20th Century Fox - Mister Roberts (Escala en Hawai) — William Mueller y el departamento de sonido de los estudios Metro-Goldwyn-Mayer - Not As a Stranger (No serás un extraño) — Watson Jones y el departamento de sonido de Radio Corporation of America |
| Mejor fotografía - Blanco y negro Presentado por: Cantinflas The Rose Tattoo (La rosa tatuada) — James Wong Howe - I'll Cry Tomorrow (Mañana lloraré) — Arthur Arling - Marty — Joseph LaShelle - The Blackboard Jungle (Semilla de maldad) — Russell Harlan - Queen Bee (La abeja reina) — Charles Lang | Mejor fotografía - Color Presentado por: Cantinflas To Catch a Thief (Atrapa a un ladrón) — Robert Burks - Guys and Dolls (Ellos y ellas) — Harry Stradling - Love Is a Many-Splendored Thing (La colina del adiós) — Leon Shamroy - A Man Called Peter (El reverendo Peter Marshall) — Harold Lipstein - ¡Oklahoma! — Robert Surtees |
| Mejor dirección de arte - Blanco y negro Presentado por: Peggy Lee y Jack Lemmon The Rose Tattoo (La rosa tatuada) — Hal Pereira, Tambi Larsen, Sam Comer y Arthur Krams - The Man With the Golden Arm (El hombre del brazo de oro) — Joseph Wright y Darrell Silvera - I'll Cry Tomorrow (Mañana lloraré) — Cedric Gibbons, Malcom Brown, Edwin Willis y Hugh Hunt - Marty — Ted Haworth, Walter Simonds y Robert Priestley - The Blackboard Jungle (Semilla de maldad) — Cedric Gibbons, Randall Duell, Edwin Willis y Henry Gracer                                                                                                   | Mejor dirección de arte - Color Presentado por: Peggy Lee y Jack Lemmon Picnic — William Flannery, Jo Mielziner y Robert Priestley - To Catch a Thief (Atrapa a un ladrón) — Hal Pereira, Joseph McMillan Johnson, Sam Comer y Arthur Krams - Love Is a Many-Splendored Thing (La colina del adiós) — Lyle Wheeler, George Davis, Walter Scott y Jack Strubbs - Guys and Dolls (Ellos y ellas) — Oliver Smith, Joseph Wright y Howard Bristol - Daddy Long Legs (Papá piernas largas) — Lyle Wheeler, John DeCuir, Walter Scott y Paul Fox                                                                     |
| Mejor diseño de vestuario - Blanco y negro Presentado por: Susan Hayward I'll Cry Tomorrow (Mañana lloraré) — Helen Rose - Ugetsu monogatari (Cuentos de la luna pálida) — Tadaoto Kainosho - Queen Bee (La abeja reina) — Jean Louis - The Pickwick Papers (Los papeles del Club Pickwick) — Beatrice Dawson - The Rose Tattoo (La rosa tatuada) - Edith Head | Mejor diseño de vestuario - Color Presentado por: Susan Hayward Love Is a Many-Splendored Thing (La colina del adiós) — Charles LeMaire - To Catch a Thief (Atrapa a un ladrón) — Edith Head - Interrupted Melody (Melodía interrumpida) — Helen Rose - Guys and Dolls (Ellos y ellas) — Irene Sharaff - The Virgin Queen (El favorito de la reina) — Charles LeMaire y Mary Wills |
| Mejor montaje Presentado por: Jerry Lewis Picnic — Charles Nelson y William Lyon - ¡Oklahoma! — Gene Ruggiero y George Boemler - The Bridges at Toko-Ri (Los puentes de Toko-Ri) — Alma Macrorie - The Rose Tattoo (La rosa tatuada) — Warren Low - The Blackboard Jungle (Semilla de maldad) — Ferris Webster | Mejores efectos especiales Presentado por: James Cagney The Bridges at Toko-Ri (Los puentes de Toko-Ri) — John Fulton, Farciot Edouart y Wallace Velley - The Rains of Ranchipur (Las lluvias de Ranchipur) — Ray Kellogg - The Dam Busters (The Dam Busters) — Gilbert Taylor |

### Óscar honorífico
- Mejor película de habla no inglesa: Samurái, de Hiroshi Inagaki (Japón).

## Premios y nominaciones múltiples
| Película                                                 | Nominaciones | Premios |
| -------------------------------------------------------- | ------------ | ------- |
| Marty                                                    | 8            | 4       |
| Love Is a Many-Splendored Thing (La colina del adiós)    | 8            | 3       |
| The Rose Tattoo (La rosa tatuada)                        | 8            | 3       |
| Picnic                                                   | 6            | 2       |
| ¡Oklahoma!                                               | 4            | 2       |
| Love Me or Leave Me (Quiéreme o déjame)                  | 6            | 1       |
| East of Eden (Al este del Edén)                          | 4            | 1       |
| I'll Cry Tomorrow (Mañana lloraré)                       | 4            | 1       |
| Mister Roberts (Escala en Hawai)                         | 3            | 1       |
| Interrupted Melody (Melodía interrumpida)                | 3            | 1       |
| To Catch a Thief (Atrapa a un ladrón)                    | 3            | 1       |
| The Bridges at Toko-Ri (Los puentes de Toko-Ri)          | 2            | 1       |
| Samurái                                                  | 1            | 1       |
| Guys and Dolls (Ellos y ellas)                           | 4            | 0       |
| The Blackboard Jungle (Semilla de maldad)                | 4            | 0       |
| Bad Day at Black Rock (Conspiración de silencio)         | 3            | 0       |
| The Man With the Golden Arm (El hombre del brazo de oro) | 3            | 0       |
| Daddy Long Legs (Papá piernas largas)                    | 3            | 0       |
| Rebel Without a Cause (Rebelde sin causa)                | 3            | 0       |
| Queen Bee (La abeja reina)                               | 2            | 0       |
| Summertime (Locuras de verano)                           | 2            | 0       |
| It's Always Fair Weather (Siempre hace buen tiempo)      | 2            | 0       |